# Усть-Корміха
Усть-Кормі́ха (рос. Усть-Кормиха) — село у складі Волчихинського району Алтайського краю, Росія. Входить до складу Усть-Волчихинської сільської ради.

## Населення
Населення — 118 осіб (2010; 155 у 2002).
Національний склад (станом на 2002 рік):
- росіяни — 97 %